# Arthur Henry Krawczak
Arthur Henry Krawczak (* 2. Februar 1913 in Detroit; † 13. Januar 2000) war ein US-amerikanischer römisch-katholischer Geistlicher und Weihbischof in Detroit.

## Leben
Arthur Henry Krawczak empfing am 18. Mai 1940 das Sakrament der Priesterweihe.
Am 8. Februar 1973 ernannte ihn Papst Paul VI. zum Titularbischof von Subbar und bestellte ihn zum Weihbischof in Detroit. Der Erzbischof von Detroit, John Francis Kardinal Dearden, spendete ihm am 3. April desselben Jahres die Bischofsweihe; Mitkonsekratoren waren die Weihbischöfe in Detroit, Walter Joseph Schoenherr und Thomas Gumbleton.
Am 17. August 1982 nahm Papst Johannes Paul II. das von Arthur Henry Krawczak aus Altersgründen vorgebrachte Rücktrittsgesuch an.